# Basílica de São Frediano

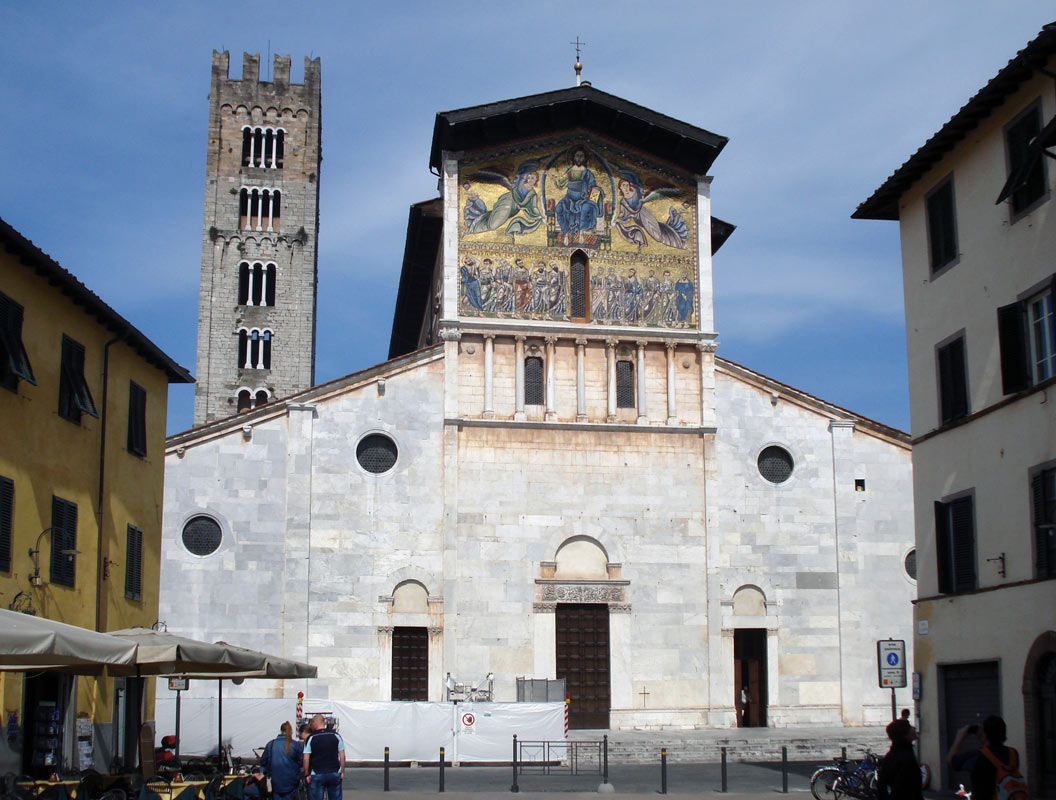
Fachada

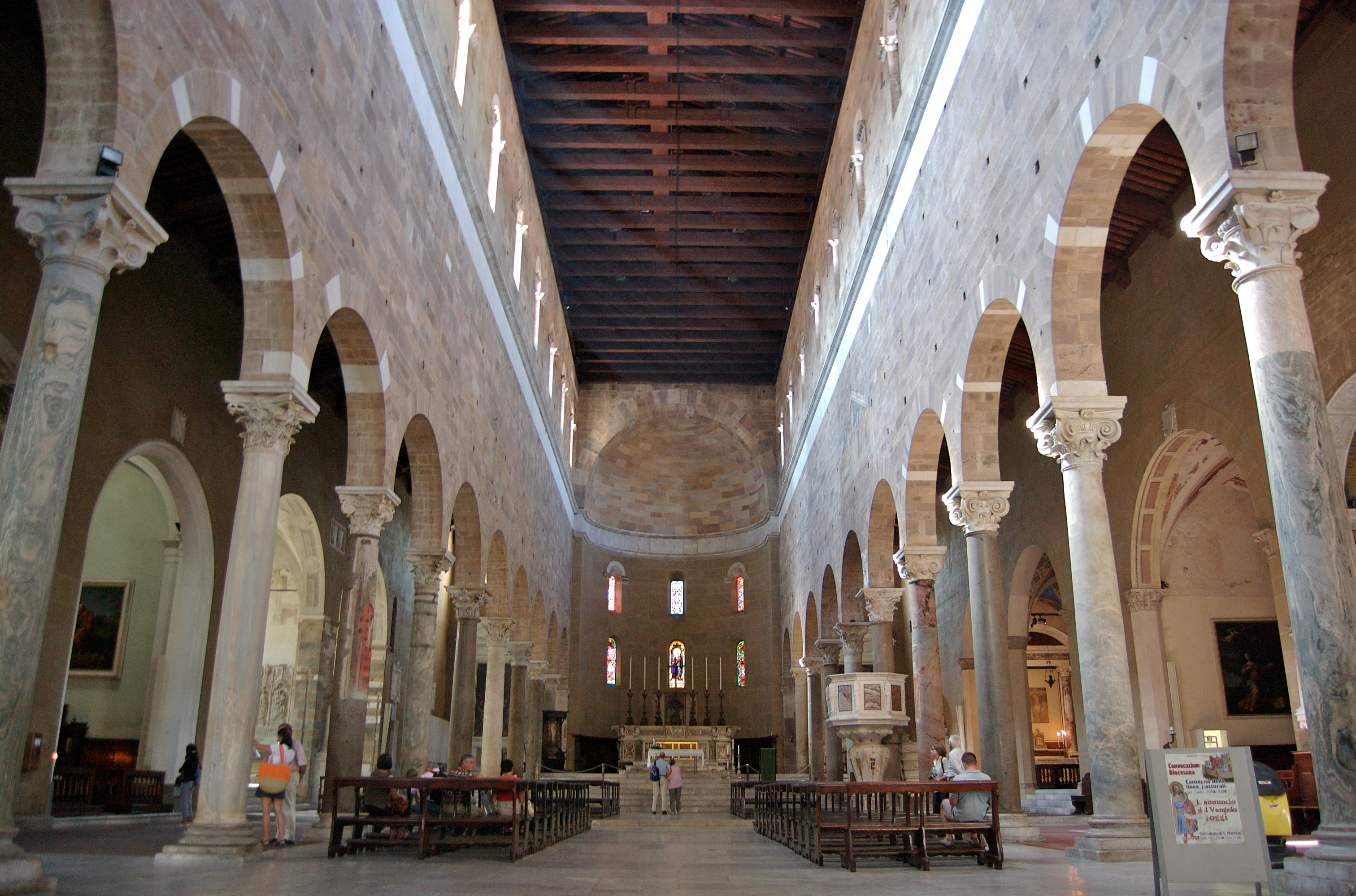
Nave central

A Basílica de São Frediano é uma igreja românica em Lucca, Itália, situada na Piazza San Frediano.

## História e arte
Fridianus (Frediano) foi um bispo irlandês ativo em Lucca na primeira metade do século VI. Mandou erguer uma igreja neste local, dedicada a São Vicente, São Lourenço e Santo Estêvão. Uma comunidade de monges cresceu ao redor. Entre os século VIII e IX a igreja foi ampliada e rededicada ao seu atual patrono, recebendo suas relíquias.
A igreja adquiriu o seu aspecto atual de uma típica basílica romana durante o período de 1112-1147. Nos séculos XIII e XIV a fachada foi decorada com um grande mosaico de ouro em estilo bizantino, representando a Ascensão de Cristo, obra de um mestre desconhecido, e os apóstolos abaixo são um produto de artistas locais.
O interior é formado por uma nave central e duas laterais, com arcos suportados por colunas com capitéis romanos e românicos. Os capitéis romanos foram retirados do anfiteatro romano que ficava próximo. O destaque na entrada é a grande fonte batismal românica do século XII, chamada Fonte Lustrale, composta de uma bacia coberta com um tempietto assente em colunas, dentro de uma outra bacia circular. É obra de Mestre Roberto e dois outros artistas desconhecidos. A bacia inferior é decorada com a história de Moisés. Mestre Roberto esculpiu os dois últimos painéis, o Bom Pastor e os seis Profetas. O tempietto foi esculpido por um mestre toscano, representando os meses do ano e os apóstolos. Atrás desta fonte, junto à parede, estão dois relevos do século XV de terracota: a Anunciação e São Bartolomeu, atribuídos à escola de Andrea della Robbia. Há uma outra fonte batismal, ainda em uso, esculpida e adaptada de um altar por Matteo Civitali em 1489. A contrafachada abriga um órgão do século XVI, com adornos entalhados e dourados, e que conserva parte de seus tubos originais de Domenico di Lorenzo. A caixa, console e balcão do coro são uma obra conjunta de Matteo Civitali e Ansano Ciampanti.
Várias capelas da nobreza, ricamente decorados com pinturas e esculturas, foram adicionadas ao interior nos séculos XIV a XVI. Entre elas, destaca-se na nave direita a capela de Santa Zita, uma santa popular em Lucca. Seu corpo mumificado, deitado em uma cama de brocado, está em exposição em um relicário de vidro. As paredes da capela são decoradas com várias telas dos séculos XVI e XVII retratando episódios da sua vida. A Capela Trenta, na nave esquerda, possui um painel da Virgem com o Menino, uma obra-prima do século XV de Jacopo della Quercia, esculpido com a ajuda de seu assistente Giovanni da Imola. Abaixo do altar da capela há um sarcófago romano com o corpo de São Ricardo, um rei de Wessex que faleceu em Lucca em 722, enquanto em peregrinação a Roma. Ele era o suposto pai dos santos Willibald, Winibald e Walpurga. No piso de mármore, uma lápide de Lorenzo Trenta e sua esposa, também da mão de Jacopo della Quercia. A capela de Sant'Ana foi construída no século XVI, mas suas pinturas datam do século XIX. No lado esquerdo do altar está a Morte de Santa Ana, por B. Rocchi. No meio, em cima do altar, Santa Ana adora o Menino Jesus, de Stefano Tofanelli. No lado direito, o Nascimento de Maria, por A. Cecchi. E a Capela da Cruz também é notável por seus afrescos de Amico Aspertini. Sua abóbada mostra-nos um afresco de Deus rodeado por anjos, profetas e sibilas. Acima do altar está uma pintura anônima do século XVI representando o Volto Santo, Santo Agostinho e Santo Ubaldo. Na parede da direita vê-se o afresco de São Frediano deslocando o curso do rio Serchio para conter uma inundação. Próximo a ele há painéis desenhados na técnica de trompe l'oeil, dando uma falsa perspectiva e a ilusão de colunas reais. Na parede esquerda, o afresco do Transporte do Volto Santo a partir do porto de Luni pelo Beato Giovanni, bispo de Lucca. Os restos mortais do bispo são preservados nesta capela.